# Vojtěch Pokorný
Vojtěch Pokorný (* 11. února 1971, Praha) je český filosof, předseda Svatojánského spolku.

## Život
Vystudoval SPŠ stavební v Praze. V mládí se zapojil do činnosti nezávislých iniciativ československé protikomunistické opozice, zejména v Hnutí za občanskou svobodu. Pořádal akce na podporu politických vězňů. Byl uvězněn a později odsouzen za přečin proti veřejnému pořádku a po pádu režimu amnestován. Za jeho tehdejší aktivity mu bylo v roce 2018 uděleno Ministerstvem obrany osvědčení, že v době nesvobody byl účastníkem odboje a odporu proti komunismu.
V roce 1993 společně s Pavlem Naumanem zasadili do dlažby na Staroměstském náměstí základní kámen Mariánského sloupu s nápisem ve čtyřech jazycích Zde stál a opět bude stát Mariánský sloup.
Vystudoval filosofii na Teologické fakultě Trnavské univerzity v Bratislavě. V roce 2002 absolvoval studijní pobyt na Loyola University v New Orleans. Po ukončení studií v roce 2003 pracoval ve Filosofickém ústavu Akademie věd v Praze.
Publikuje články a fotografie.Jako klarinetista působil v několika uskupeních. Od roku 2014 hraje ve skupině Matylda – písně plavební.
Od roku 2014 je také předsedou Svatojánského spolku, který mimo jiné každoročně pořádá Svatojánské slavnosti Navalis.
Je ženatý, otec dvou dětí. Syn Antonína Pokorného. Žije v Praze.

## Výběr z publikační činnosti
- Základní terminologie v klasické filosofii. TFTU, Bratislava 2002.[7]
- Buddhistická antropologie v pálijském kánonu. TFTU, Bratislava 2003.
- Základní pravdy křesťanské víry a morálky. Muzeum Karlova mostu, Praha 2016. ISBN 978-80-11-03117-6.
- Na Salonní rychlolodi Nepomuk. Muzeum Karlova mostu, Praha, 2016.[8]
- Duchovní střed Evropy. Dějiny Mariánského sloupu na Staroměstském náměstí 1650-2020. Muzeum Karlova mostu, Praha 2020, 485 s. ISBN 978-80-270-8014-4. (spoluautor Petr Blažek)
- Dějiny kostela sv. Matěje v Praze-Dejvicích. Foibos, Praha 2022, 160 s. ISBN 978-80-88258-33-9.
- Musica Navalis. Dějiny slavností a kultu sv. Jana Nepomuckého. Svatojánský spolek, Praha 2022, 454 s. ISBN 978-80-11-02426-0. (spoluautoři Jiří Mikulec a Petr Blažek)[9]
- Benátky svatého Jana Nepomuckého. Průvodce památkami českého světce a historie vztahů s Prahou. Muzeum Karlova mostu, Praha 2023, 40 s. ISBN 978-80-11-03669-0.
- Ikonografie Karlova mostu. Muzeum Karlova mostu, Praha 2024, 430 s. ISBN 978-80-909130-0-4. (spoluautor Jan Royt)